# ランチア・テーマ
テーマ（Thema ）は、イタリアの自動車会社ランチアが1984年から1994年にかけて製造していたFF方式の乗用車。日本ではガレーヂ伊太利屋とマツダ系列のオートザムで販売された。
2011年から2014年まで2代目クライスラー・300をベースとしたFR方式の乗用車をヨーロッパ市場(イギリスとアイルランド除く)でランチア・テーマとして販売していた。

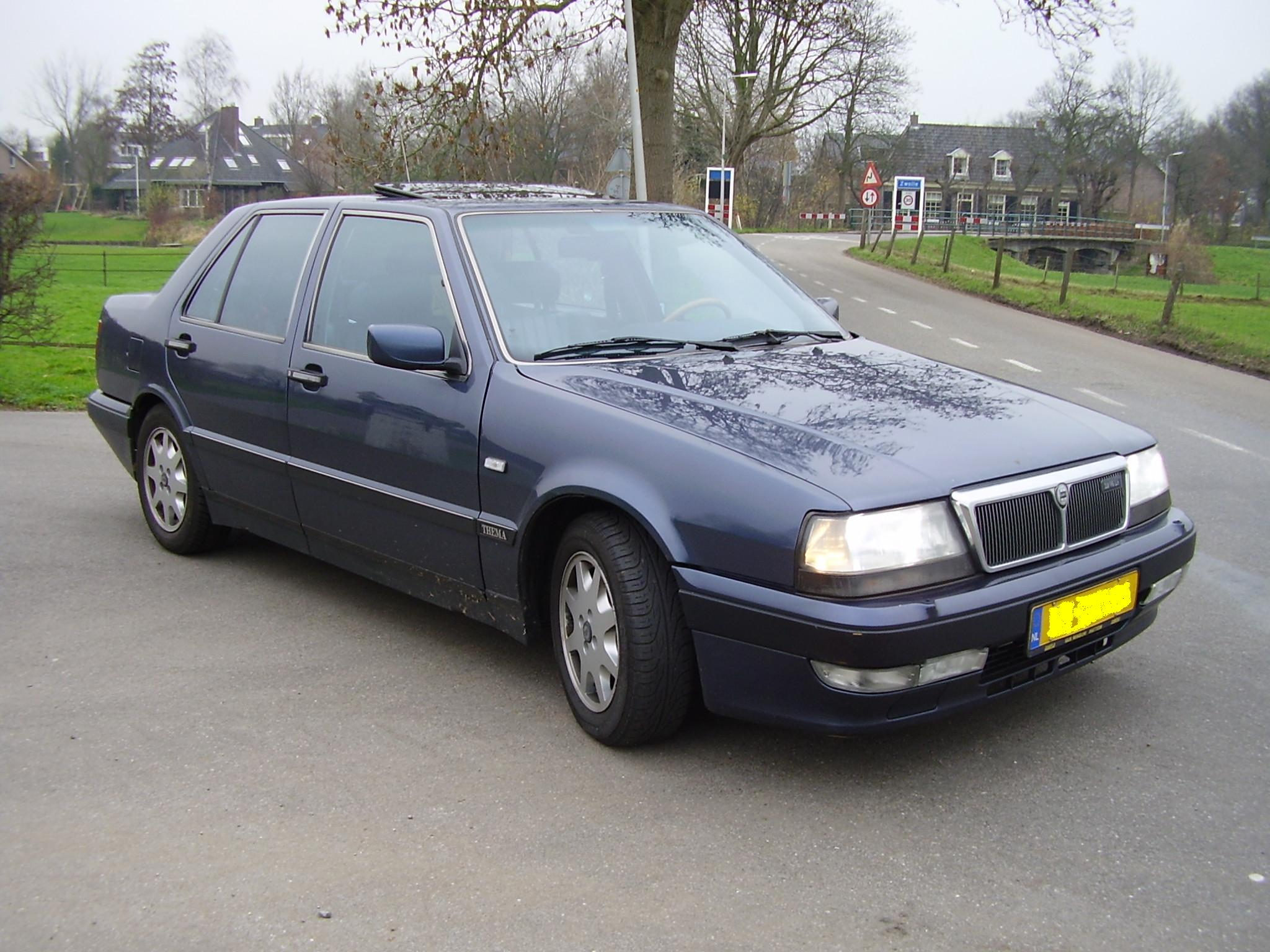
初代テーマ/セダン（シリーズ3）

## 初代 (1984年-1994年)

### 概要
テーマはベータ（β）とガンマ（γ）の後継車種として1978年に「Y9プロジェクト」として開発が始められ、基本的デザイン・コンセプトはイタルデザイン・ジウジアーロに発注された。基本開発は当時提携関係にあったサーブと共同で行われ、後述する「ティーポ4プロジェクト」として開発が進められた。1984年10月に4ドアセダン型から発売、1986年にはステーションワゴンを追加しピニンファリーナによって生産された。
「ティーポ4（クアトロ）プロジェクト」は当時需要が高まってきたアッパークラスを担うセダンの開発コストの圧縮目的で共通プラットフォームを共同開発したプロジェクトである。これにはランチア、サーブの他に、フィアット、アルファロメオの2社が後に加わり、その車種はテーマと、サーブ・9000、フィアット・クロマ、アルファロメオ・164の4車種で、エンジンを含む半完成状態のドライブトレインをサブフレームごとボディ下側から組み付ける現在の標準的技法により、大幅な生産合理化を目指した。
テーマは生産合理化とともに商業的成功も納め、特にイタリアでは"L'Auto dei Signori(紳士のクルマ)"と呼ばれ絶大な人気を博した。1988年には“シリーズ2”として外観から機関に至るまで大幅に手を加え、スタイルはI.DE.Aの手によるフェイスリフトなどが行われた。1992年には“シリーズ3”としてさらに大幅に手を加え、1994年に後継のカッパ（κ）に交替するまでおよそ10年間作り続けられ、その間全モデルで37万台以上がラインアウトされる大ヒットモデルとなった。また、兄弟車であったフィアット・クロマ共々公用車として防弾装甲を施された当車がイタリア政府に大量納入された。

### デザイン
外装はジョルジェット・ジウジアーロが、内装はランチアチェントロスティーレ（デザインセンター）がデザインを担当。CD値は0.32と当時のセダンボディとしては最先端の値を示した。1988年にはI.DE.Aによって内外装の変更が行われた。
ステーションワゴンのデザインと生産はピニンファリーナが担当。ピニンファリーナはセダンの4枚のドアの形状を一切変えることなく荷室の追加を成立させている。またワゴンの特徴である、フロントガラス上部からリアドア上部にかけてのリアウイングを併せ持ったシルバーのルーフラインは、デザイン上のものだけでなく水捌けやリアウインドウの汚れ防止を効果的に行う機能面も考慮している。
内装のデザイン・素材は、高級家具メーカー、ポルトローナ・フラウがデザイン・製作した本革トリム（同社が“フラウ・カーズ”を設立し自動車産業に参入する契機となった）、またはエルメネジルド・ゼニアの生地やアルカンターラをシートやドアトリムに用いたり、本木のアフリカン・ローズウッドのパネルを用いるなど、豪華に仕立てられた。

### エンジン・モデル
軽い車体に比較的大出力のエンジンを積み、走りの良さをセールスポイントにした。2,000ccの直列4気筒自然吸気エンジンと、同ターボ版（その後デルタHF 4WDにも転用）、及びPRVの2,850ccV型6気筒、更にヨーロッパ市場では欠かせないディーゼルモデルもあり、当時のディーゼル車の中では最速クラスであった。

#### テーマie
ボアφ84mm×ストローク90mmの1,995ccエンジン。ボッシュ製LE3.1ジェトロニックインジェクションにより120PS/5,750rpm、16.8kgm/3,300rpm。ZF製4速ATと組み合わされた。価格は1991年で413万円に設定されていた。

#### テーマieターボ
ボアφ84mm×ストローク90mmの1,995ccエンジンを搭載し、ボッシュ製Lジェトロニックインジェクション、ギャレットT3を装備しブースト圧0.9バールで165PS/5,500rpm、26.0kgm/2,500rpm、1991年には175PS/5,000rpm、29.9kgm/3,300rpm。日本には当初5速MTのみ正規輸入されたが、1989年からZF製4速ATを選択できるようになった。価格は1987年から1989年は480万円、1991年は438万円に設定されていた。

#### テーマ6V
ボアφ91mm×ストローク73mmの2,849ccのPRVエンジンを搭載し、ボッシュ製Kジェトロニックインジェクションで150PS/5,750rpm、24.5kgm/2,700rpm。1987年モデルは5速MT、3速ATがあったが日本には3速AT仕様のみ正規輸入された。最高速度は208km/h、0-100km/hは8.2秒。価格は1987年から1989年は545万円、1991年は448万円に設定されていた。

#### テーマワゴンターボds
ステーションワゴン。エンジンは2,499ccディーゼルターボで118PS/3,900rpm、25.5kgm/2,200rpm。最高速度は190km/h、0-100km/hは12.7秒。

#### テーマリムジン
ランチアの最上級車は伝統的にイタリアの公用車として用いられ、テーマも後席部分を300mm延長したストレッチリムジンを元首や要人向けに極少数がトリノ西部にある小規模のボルゴ・サン・パオロ工場で製造された。エンジンは6Vと同じPRVのV6。

#### テーマ8.32

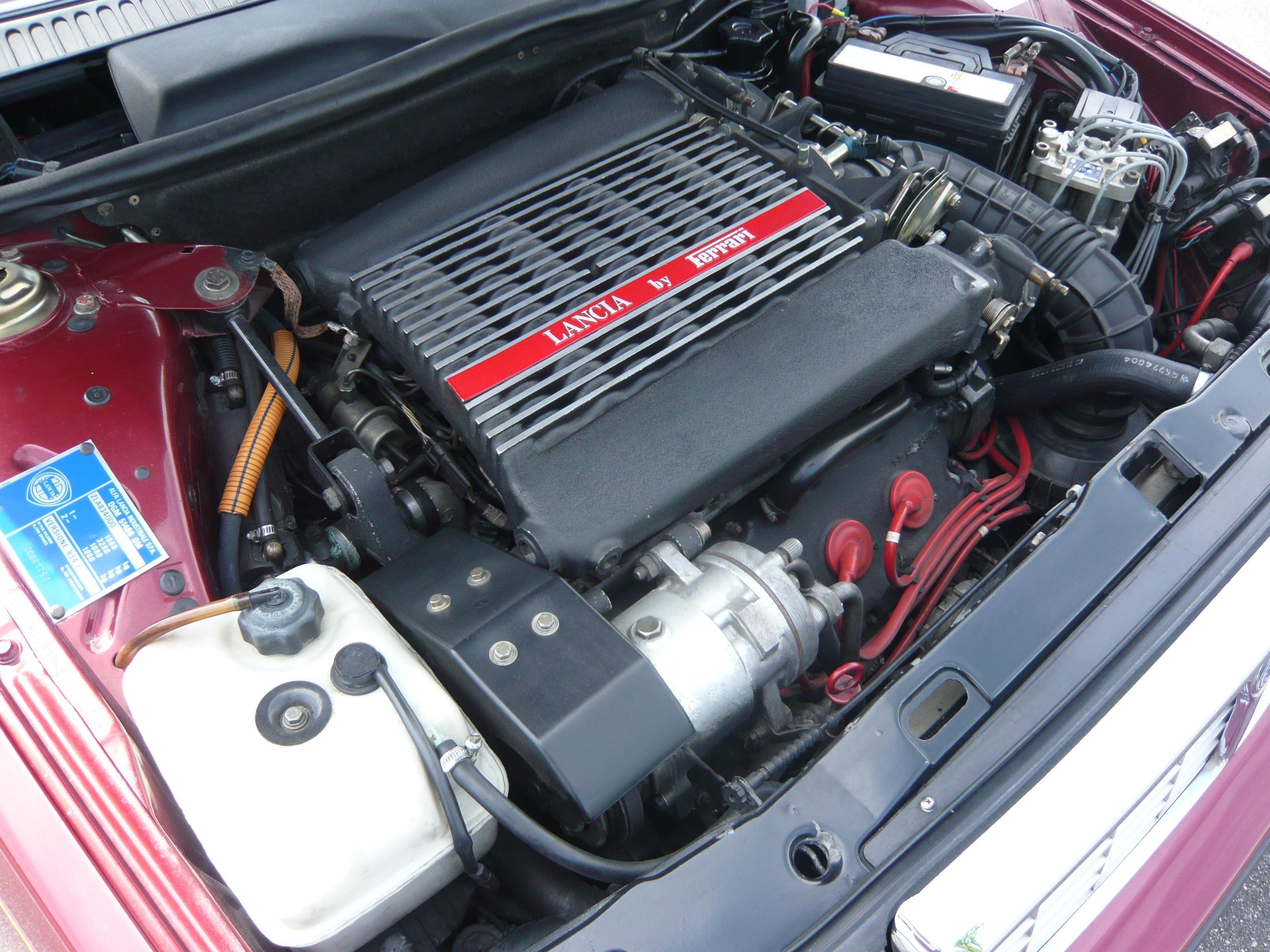
テーマ8.32　“ランチアbyフェラーリ”

このモデルの名は、フェラーリ製V型8気筒32バルブエンジンを搭載することに由来する。1986年4月のトリノショーで発表されたが生産開始は遅れて1988年頃になったという。量産テーマの生産ラインを離れ、トリノにある小規模なボルゴ・サン・パオロ工場（当時）で、多い時でも1日6 - 7台と言うペースで少量生産された。
同じフィアット系列のフェラーリ・308クアトロヴァルヴォーレ用V型8気筒ボアφ81 mm×ストローク71 mmの2,927 ccエンジンをクロスプレーンに変更し、ボッシュ製KE3ジェトロニックインジェクションに改装して搭載し、215 PS/5,750 rpm、29.0 kgm/4,500 rpm。1991年には200 PS/6,750 rpm、26.8 kgm/5,000 rpm。最高速度は240 km/h、0-100 km/hは6.8秒。
当初はスタート時にタイヤが空転して危険を招くことも危惧されたが、一旦動き出すと前輪に荷重の64 %が掛かり、またこのモデルのためグッドイヤーが新たにイーグル205/55VR15を開発し、走行性の問題を解決した。
星型ホイールや格子状フロントグリルなどフェラーリのデザインモチーフを踏襲、運転席のスイッチで任意に電動収納可能なリヤウイングがトランクリッド上面に備えられた。内装はシートやドアトリム、ダッシュボードに本革やローズウッドを張り巡らすなど豪華なもので、1988年のシリーズ1モデル発売時での価格は通常モデルの倍ほどの950万円、1991年時点のシリーズ2モデルで838万円に設定されていた。なお、赤色を選択することが出来なかったシリーズ1モデルにおいては、チェーザレ・フィオリオ専用車だけがシリーズ1で唯一の赤色の8.32であった。
フィアットグループ会長だったジャンニ・アニェッリの要望で、8.32のステーションワゴンが1台だけ作られた。なお、8.32のステーションワゴンは彼のイニシャルであるGAを逆にすると銀の元素記号Agであることから、ランチア・デルタ　インテグラーレスパイダーやフェラーリ・テスタロッサスパイダーと同じシルバーで納入された。また、マセラティに大統領専用車として使われる適当なセダンが存在していなかった時期と重なり、ランチアのフラッグシップモデルであった当車に防弾と装甲を施した車が大統領専用車として使用されていた時期がある。
1992年のシリーズ3への最終モデルチェンジの際に8.32は廃止され、その代替でトップグレードとなったV6モデルのエンジンはPRV製からアルファロメオ製に置き換えられた。

## 2代目 (2011年-2014年)
2009年にフィアット・グループとクライスラーが資本提携を結んだ関係で、クライスラーとランチアのディーラー網が統合され、ヨーロッパ大陸では複数のクライスラー車がランチアブランドで販売されることになった。
クライスラー・300のリバッジとなった2代目テーマは2011年3月のジュネーヴモーターショーで他の5車種と一緒に初公開され、2011年10月19日よりイタリアで販売を開始した。初代同様ポルトローナ・フラウ製のシートが装備されたりターボ・ディーゼルエンジンが設定されている点などがベース車との相違点である。
しかしイタリア国内をはじめとして販売は不振で、クライスラーがフィアットの傘下に入った直後の2014年10月をもって生産を終了した。